# 滑川玉江
滑川 玉江（なめかわ たまえ、1954年5月22日 - ）は、日本の元女子バレーボール選手。

## 来歴
千葉県銚子市出身。中学1年のときにバレーボールを始める。
共栄学園高校を経て、1973年に日本リーグのヤシカ（当時）に入部。1977年、ヤシカの廃部とともに日本電気に全体移籍。
1978年に全日本入りを果たし、同年の世界選手権に出場、銀メダル獲得に貢献した。
国内では1979年の第10回実業団リーグ優勝、日本リーグ昇格に大きく貢献し、第13回日本リーグにおいて、スパイク賞とベスト6に輝いた。日本電気の大沢長蔵監督（当時）は「速さ、変化、馬力が持ち味でブロックにも威力がある」と評した。

## 球歴
- 全日本代表 - 1978年
- 全日本代表としての主な国際大会出場歴
  - 1978年 - 世界選手権

## 受賞歴
- 1980年 - 第13回日本リーグ スパイク賞、ベスト6賞

## 所属チーム
- 市立第七中
- 共栄学園高校
- ヤシカ（1973-1977年）
- 日本電気 （1978-1981年）